# Festuca puccinellii
Festuca puccinellii är en gräsart som beskrevs av Filippo Parlatore. Festuca puccinellii ingår i släktet svinglar, och familjen gräs. Inga underarter finns listade i Catalogue of Life.